# Pothoidium lobbianum
Pothoidium lobbianum Schott – gatunek wieloletnich pnączy z monotypowego rodzaju Pothoidium z plemienia Potheae w rodzinie obrazkowatych, występujący w Azji Południowo-Wschodniej: na tajwańskiej wyspie Lan Yu oraz na Molukach i Celebesie, a prawdopodobnie także na Sumatrze. Rośliny te zasiedlają nizinne i podgórskie lasy deszczowe, na wysokości od 30 do 500 m n.p.m.. Nazwa naukowa rodzaju Pothoidium pochodzi od nazwy rodzaju stopłat (Pothos) oraz greckiego słowa είδος (eidos – typ, gatunek) i odnosi się do podobieństwa tej rośliny do przedstawicieli rodzaju stopłat; nazwa gatunkowa lobbianum została nadana na cześć brytyjskiego botanika Thomasa Lobba. Na Filipinach pędy tej rośliny stosowane są jako włókna przy budowie pułapek na ryby. Liczba chromosomów 2n = 24.

## Morfologia
PokrójDuże rośliny zielne, smukłe do rozłożystych.
ŁodygaŁodyga wyraźnie zróżnicowana na przylegające, monopodialne pędy nie kwitnące i wolne, monopodialne, zwisające pędy kwitnące. Międzywęźla dłuższe niż szersze.
LiścieOgonki liściowe szerokie, spłaszczone, oskrzydlone, z małym szczytowym kolankiem, o wymiarach 4–17,5×0,4–2 cm. Blaszki liściowe proste, całobrzegie, wąsko trójkątno-lancetowate do szeroko jajowatych, spiczaste, o wymiarach 1–6×0,3–1,5 cm. Nerwacja siatkowata.
KwiatyRośliny tworzące wierzchołkowo od kilku do wielu kwiatostanów typu kolbiastego pseudancjum. Pędy kwiatostanowe smukłe, dolne wyrastają z pachwiny liścia, górne często otoczone są profilami i katafilami. Pochwy kwiatostanowe często są nieobecne, niekiedy równowąsko-lancetowate, szeroko otwierające się, zielonkawo-białe, o wymiarach 2ľ3×0,2–0,4 cm. Kolba cylindryczna, siedząca lub (w przypadku obecności pochwy) osadzona na szypule, osiągająca długość od 1 do 6 cm. Kwiaty jednopłciowe, niekiedy obupłciowe, gęsto położone, z okwiatem składającym się z 6 wolnych listków. Kwiaty męskie 3-6-pręcikowe, z dobrze rozwiniętymi główkami pręcików, otaczającymi często jałową zalążnię. Nitki pręcików szerokie, spłaszczone. Pylniki krótkie, eliptyczne, otwierające się przez szeroką szczelinę. Kwiaty żeńskie z dużą zalążnią, pozbawione pręcików. Zalążnia jednokomorowa, jednozalążkowa. Zalążek anatropowy, powstający z niemal bazalnego łożyska. Znamię słupka dyskowato-kuliste.
OwoceJednonasienne jagody, relatywnie duże w stosunku do wielkości kolby, o wymiarach 0,8–1,1×0,5–1 cm. Nasiona duże, o średnicy do 1 cm, o gładkiej, brązowawej łupinie.